# BASEketball
 BASEketball és una pel·lícula estatunidenca dirigida per David Zucker, estrenada el 1998. Destaquen els dos creadors de la sèrie d'animació South Park, Trey Parker i Matt Stone.

## Argument
Joe Cooper i Doug Remer són dos amics vells. No tenen feina i viuen junts. En el transcurs d'una festa, els dos inventen un esport que és una barreja de bàsquet i de beisbol. Alguns anys més tard, aquest esport es convertirà en un dels més populars a Amèrica del Nord i els dos amics seran els caps de cartell dels Beers de Milwaukee.

## Repartiment
- Trey Parker: Joe Cooper
- Matt Stone:: Doug Remer
- Dian Bachar: Kenny "Cafard" Scolari
- Yasmine Bleeth: Jenna Reed
- Trevor Einhorn: Joey Thomas
- Jenny McCarthy: Yvette Denslow
- Ernest Borgnine: Ted Denslow
- Robert Vaughn: Baxter Cain

## Al voltant de la pel·lícula
- L'antic jugador de baseball, Reggie Jackson, l'antic jugador de bàsquet, Kareem Abdul-Jabbar i l'antic pilot de Nascar, Dale Earnhardt fan una aparició a la pel·lícula.
- Victoria Silvstedt, que ha fet algunes fotos per a la revista d'adults Playboy, fa també una aparició a la pel·lícula.
- El grup de música Reel Big Fish fan una actuació a la pel·lícula en els partits locals dels Beers de Milwaukee.
- Va aconseguir dues nominacions als premis Razzie 1998: pitjor actriu (Bleeth)i pitjor actriu secundària (McCarthy)